# Single-Bilingual
Single-Bilingual è il terzo singolo estratto dall'album Bilingual del duo britannico Pet Shop Boys. Il brano fu un mediocre successo, di minor impatto rispetto ai precedenti estratti, e non andò oltre la posizione numero 14 nella Official Singles Chart.
Nell'album il brano figura con il nome "Single", il suo nome vero, ma venne rinominato Single-Bilingual perché al momento della pubblicazione anche il gruppo Everything but the Girl realizzarono una canzone intitolata appunto "Single".

## Il brano
"Il brano viene narrato da un uomo d'affari Europeo, il quale viaggia in prima classe e si gusta tutti privilegi che il suo lavoro comporta" dichiara Neil Tennant. "Lui prova ad integrarsi in una vita sociale, ma non è un gran comiunicatore...e questo lui lo sa. In realtà è un soggetto senza speranza. Ecco perché abbiamo deciso di far terminare il brano con una parte di Discoteca. Lui poteva andare in diversi club e locali ma sa anche che è una persona persa e senza speranza".
Il videoclip del brano venne girato in diversi posti, fra cui l'aeroporto di Stansted, e rispecchia alla perfezione ciò che la canzone narra. "Questo è" secondo un commento di Chris Lowe "ciò che Neil è realmente. Durante il video Neil non recitò ma tirò fuori semplicemente il suo vero umore".

## Curiosità
Ai Q Awards del 1996 Noel Gallagher, sul palco, disse a Johnny Marr: "Il nuovo singolo dei Pet Shop Boys è veramente matto, vero?".

## Tracce
CD singolo (Regno Unito – parte 1)
1. "Single-Bilingual"
2. "Discoteca" (New version)
3. "The Calm Before the Storm"
4. "Discoteca" (Trouser Enthusiast's Adventures Beyond the Stellar Empire Mix)

CD singolo (Regno Unito – parte 2)
1. "Discoteca" (Pet Shop Boys extended mix) – 6:58
2. "Confidential" (1992 demo per Tina Turner) – 4:46
3. "Single-Bilingual" (Baby Doc mix) – 5:44
4. "Discoteca" (Baby Doc mix)

MC (Regno Unito)
1. "Single-Bilingual"
2. "Discoteca"

## Classifiche
| Classifica (1996) | Posizione massima |
| ----------------- | ----------------- |
| Finlandia         | 17                |
| Germania          | 77                |
| Regno Unito       | 14                |
| Svezia            | 39                |